# Norddöllen

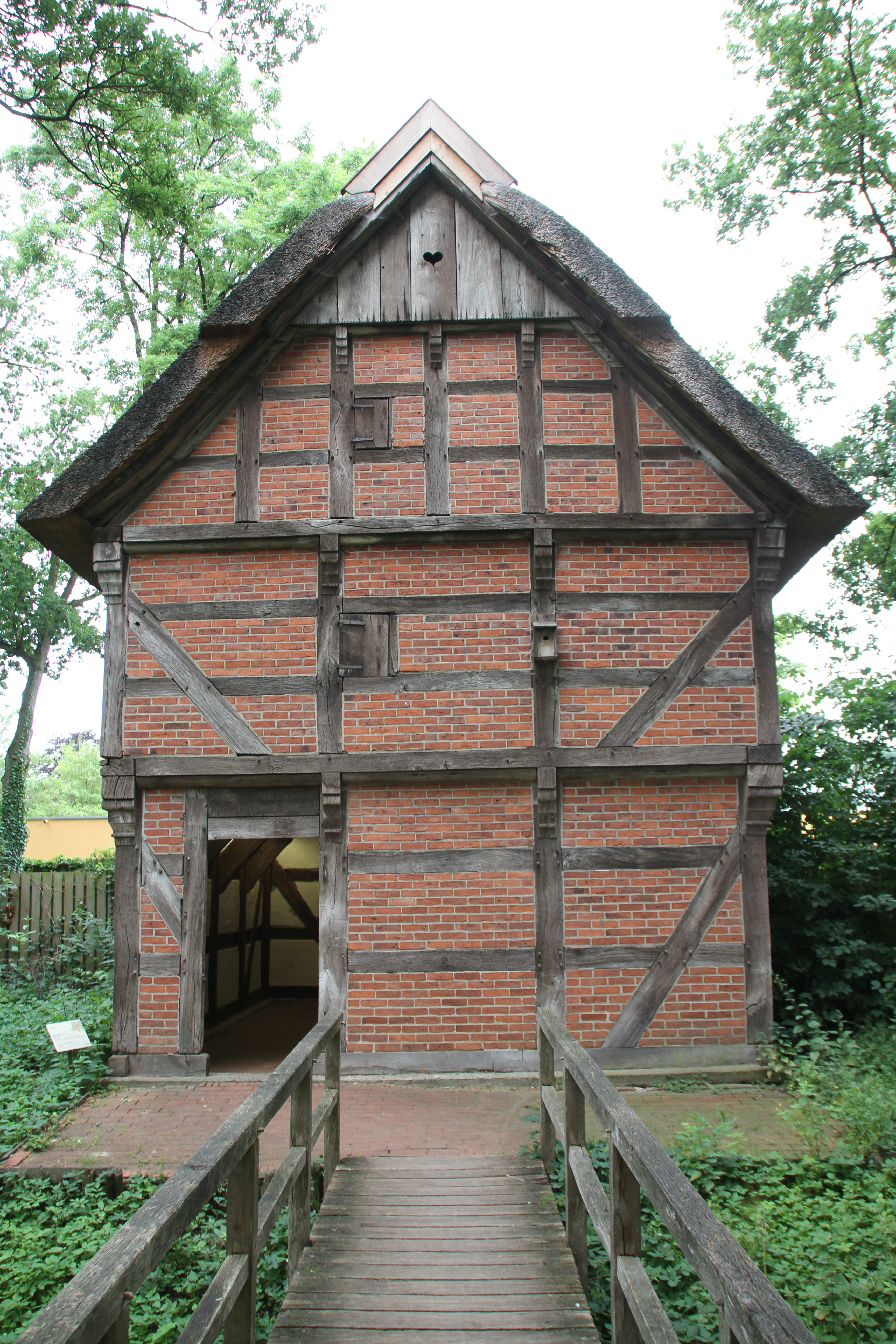
Der Norddöller Spieker (Speicher) im Museumsdorf Cloppenburg.

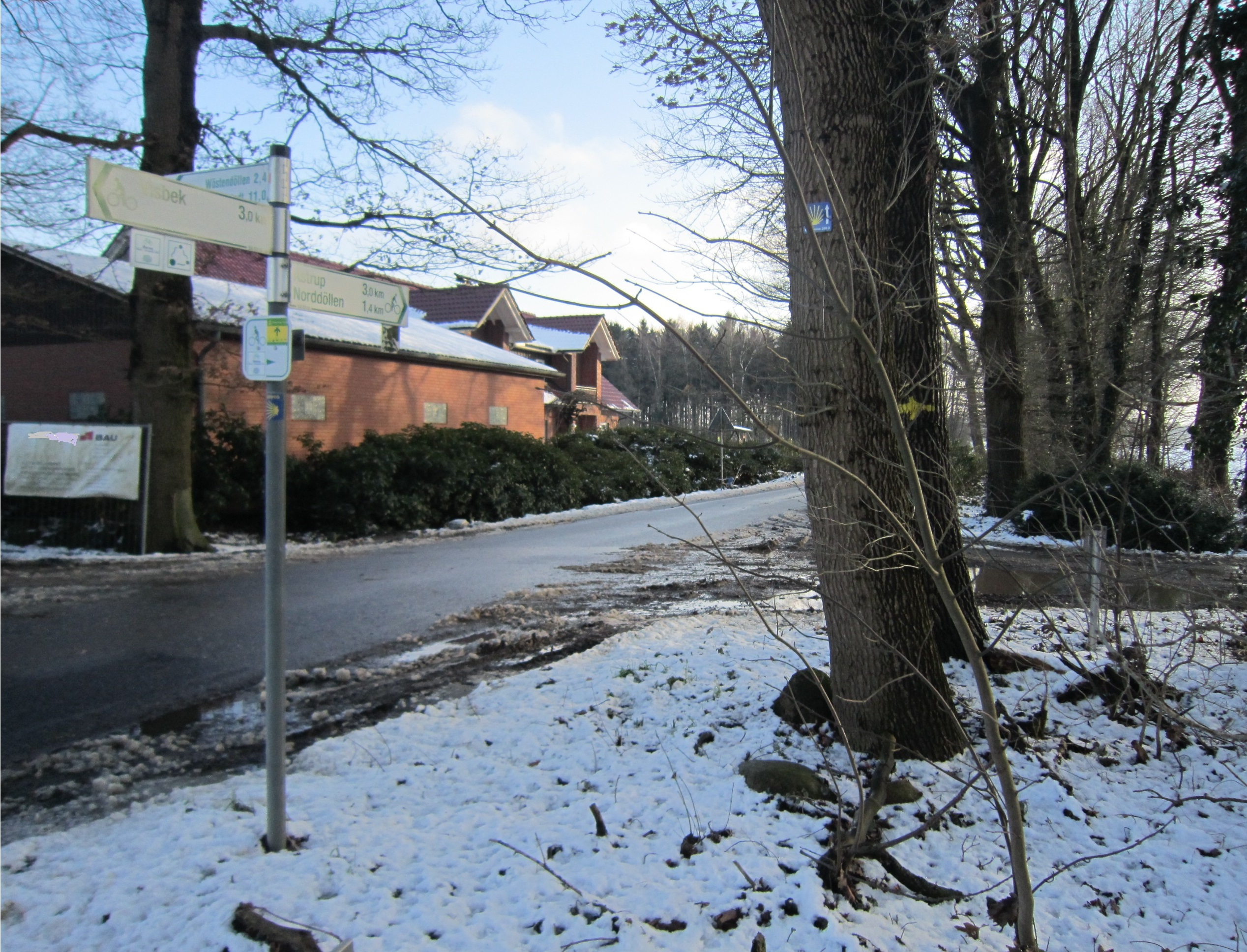
Kreuzung des Pickerwegs (von vorne nach hinten) und des Reuterwegs (von links nach rechts) in Norddöllen. Der ehemalige Meerweg biegt nach rechts ab.

Norddöllen ist der südlichste Ortsteil der Gemeinde Visbek im südoldenburgischen Landkreis Vechta in Niedersachsen. Die Bauerschaft zählt etwa 300 Einwohner und liegt rund fünf Kilometer südlich des Visbeker Ortskerns. Die flache Geestlandschaft ist von fruchtbarem Lehmboden bedeckt.

## Geschichte
Urkundliche Erwähnung fand das Dorf bereits im Mittelalter als Dulium (ca. 890), Dulinne (947), Dulini (11. Jahrhundert), Thuline (1080/1088), Nordulini (11. Jahrhundert) und Döllen (1485) – später als Dollen (1615, Glockeninschrift).
Ein in Fachwerk erbautes zweigeschossiges Speichergebäude (niederdeutsch: Spieker) aus dem Jahre 1775 wurde nach seiner Demontage im Jahre 1935 in das Museumsdorf Cloppenburg verbracht und dort als Bestandteil des  Gebäudeensembles Gehöft Quatmannshof wiedererrichtet. Der Spieker, der bis dahin auf dem vormaligen Hof Nording (heute Westermann) gestanden hatte, erlangte zusätzliche Bekanntheit durch einen Goldfund bei den Abbauarbeiten von 1935. Das Norddöller Ortswappen trägt den Spieker als Symbol.
Im Norden der Bauerschaft kreuzen sich die mittelalterlichen Fernstraßen Pickerweg und Reuterweg.

## Verwaltung der Bauerschaft
Norddöller Bezirksvorsteher ist Martin Kallage.

## Dorfgemeinschaft
Für Veranstaltungen steht das Dorfgemeinschaftshaus Norddöllen – umgeben von einer weitläufigen Sportanlage – zur Verfügung.

## Vereine
Die „St. Hubertus Schützenbruderschaft Norddöllen-Astrup“ wurde 1936 gegründet, 1939 aufgelöst, und im Jahre 1956 neugegründet. Traditionell wird Ende April/Anfang Mai das erste Visbeker Schützenfest der Saison auf dem Festplatz in Norddöllen unter dem Motto „Für Glaube, Sitte und Heimat“ abgehalten.

## Öffentlicher Personennahverkehr
Im Rahmen der Verkehrsgemeinschaft Landkreis Vechta ist Norddöllen durch die Buslinien von Moobilplus Landkreis Vechta (moobil+) in den ÖPNV des Oldenburger Münsterlandes eingebunden.

## Naturschutzgebiet
Am südöstlichen Rande der Bauerschaft liegen der Staatsforst und das Naturschutzgebiet Herrenholz, ein altes, von mesophilen Eichen-Hainbuchenmischwäldern geprägtes Waldgebiet mit wertvollen Lebensräumen wie kleinen nährstoffreichen Schlatts mit Teichröhrichten und kleinflächigen Erlen-Bruchwäldern.

## Persönlichkeiten
- Franz Teping (1880–1956), deutscher Ministerialrat und Schulleiter